# Tan Tun
Tan Tun (egyszerűsített kínai: 谭盾 [tʰǎn tu̯ə̂n]; hagyományos kínai: 譚盾; pinjin: Tán Dùn) (Csangsa, Hunan, 1957. augusztus 15. –) kortárs kínai klasszikus zeneszerző, legismertebb munkái a Tigris és sárkány és a Hős című filmek zenéi.

## Korai évek
Tan Tun 1957-ben született Simaonae faluban (Csangsa, Hunan). Gyermekként szívesen zenélt olyan természetes hangszerekkel, mint a kövek vagy a víz. Azonban a kulturális forradalom idején „visszamaradt gondolkodását” helytelenítették és elküldték állami munkára a rizsföldekre. Ennek azonban nem volt negatív hatása a zene iránti vonzalmára nézve. Megalapította saját együttesét a falu földműveseivel, néha csak fazekakon, lábasokon játszottak. Ennek köszönhetően kezdett megtanulni hagyományos kínai húros hangszereken játszani.
A kényszermunkáról az államilag támogatott pekingi opera segítségével sikerült megszöknie. Amikor egy művészekkel teli hajó felborult lakóhelye közelében, sokuk meghalt, felvették Tant maguk közé. Ezután a pekingi zenei konzervatóriumba ment, ahol olyan zenészekkel tanult együtt, mint a japán Takemicu Tóru, aki jelentősen hatott zenei stílusára.
Az 1980-as években New Yorkba költözött a Columbia Egyetem diákjaként, ahol Chou Weng-Chunggal tanulta a zeneszerzést, aki pedig együtt tanult és segédkezett Edgard Varèse zeneszerzőnek. Ekkor kezdte el Tan megismerni olyan zenészek munkáit, mint Philip Glass, John Cage, Meredith Monk és Steve Reich. Rájött, hogy egyesíteni tudja ezeket az eltérő stílusokat, hatásokat – a hunani kezdeteket, a konzervatóriumi klasszikus órákat és a New York-i kortárs zenészek hatásait – saját műveiben.

## Karrier
Tan Tun széles körben elismert a nem hagyományos és szerves hangszerek használatáról műveiben. Water Passion After St. Matthew című szerzeményében vízzel teli tálakat, Paper Concerto-jában pedig papírt használt a zeneszerzéshez. Szintén ismert jellemzője, hogy előadásai során olyan multimédiás technikát alkalmaz, mint a zenekar és a videó együttesen, illetve a közönség részvétele.
1997. július 1-jére, Hongkong Kínához való visszacsatolásának hivatalos ünnepségére felkérték őt a Symphony 1997: Heaven Earth Mankind című zenemű megírására, melyet cselló szólóval, bianzhong csengőkkel, gyerekkórussal és zenekarral készített el.
1998-ban The Eugene McDermott Award in the Arts az MIT művészeti tanácsától. 1999-ben a Glenn Gould alapítványtól megkapta a Glenn Gould Prize-ot.
2000-ben Sofia Gubaidulina, Osvaldo Golijov és Wolfgang Rihm mellett felkérte őt Helmuth Rilling és a stuttgarti Internationale Bachakademie, hogy írjon egy művet a Passion 2000 projekt keretében Johann Sebastian Bach megemlékezésére, ez volt a Water Passion After St. Matthew. A darabot széles körben mutatták be Európában, majd az Oregon Bach Festivalon volt amerikai premierje szintén Rilling rendezésében.
Tan Tun egy adaptációját, mely a Molihua című kínai népdal alapján készült Wang Hesheng közreműködéssel, a 2008-as pekingi olimpia mind a 302 éremátadása előtt, közben és után játszották.
2006-ban Tan Tun szabadtéren mutatta be a Henan tartománybeli Saolin templomban Zen Shaolin című művét.
2008-ban a Google megbízta a Internet Symphony No. 1 Eroica című zeneművet közösen adják elő a YouTube Symphony Orchestrával. Ugyanabban az évben a New York Philharmonic bízta meg, hogy Lang Lang kínai zongorista részére megírja első zongoraversenyét The Fire alcímmel.

## Művei

### Operái
- Marco Polo (1996)
- Peony Pavilon (1998)
- Tea: A Mirror of Soul (2002)
- The First Emperor (2006)

### Filmzenék
- Don't Cry, Nanking (1995)
- Tigris és sárkány (2000)
- Hős (2002)
- The Banquet (2006)

## Díjak, jelölések
- ASCAP Film and Television Music Awards
  - 2002. Nyert Tigris és sárkány

- BAFTA-díj
  - 2001. Nyert Legjobb filmzene – Tigris és sárkány

- Chicago Film Critics Association Awards
  - 2001. Nyert Legjobb filmzene – Tigris és sárkány

- Ghent International Film Festival
  - 2000. Nyert Tigris és sárkány

- Golden Globe-díj
  - 2001. Jelölés Legjobb filmzene – Tigris és sárkány

- Golden Horse Awards
  - 2000. Jelölés Legjobb filmzene – Tigris és sárkány
  - 2006. Jelölés Legjobb filmzene – The Banquet
  - 2006. Jelölés Legjobb betétdal – The Banquet

- Grammy-díj
  - 2002. Nyert Legjobb filmzene album – Tigris és sárkány
  - 2002. Jelölés Legjobb betétdal – Tigris és sárkány

- Hong Kong Film Awards
  - 2001. Nyert Legjobb filmzene – Tigris és sárkány
  - 2003. Nyert Legjobb filmzene – Hős
  - 2007. Jelölés Legjobb betétdal – The Banquet
  - 2007. Jelölés Legjobb filmzene – The Banquet

- Los Angeles Film Critics Association Awards
  - 2000. Nyert Legjobb filmzene – Tigris és sárkány

- Online Film Critics Society Awards
  - 2001. Jelölés Legjobb filmzene – Tigris és sárkány
  - 2005. Jelölés Legjobb filmzene – Hős

- Oscar-díj
  - 2001. Nyert Legjobb filmzene – Tigris és sárkány
  - 2001. Jelölés Legjobb betétdal – Tigris és sárkány

- Szaturnusz-díj
  - 2001. Jelölés Legjobb filmzene – Tigris és sárkány

- World Soundtrack Awards
  - 2001. Jelölés Az év felfedezettje – Tigris és sárkány